# X-raid

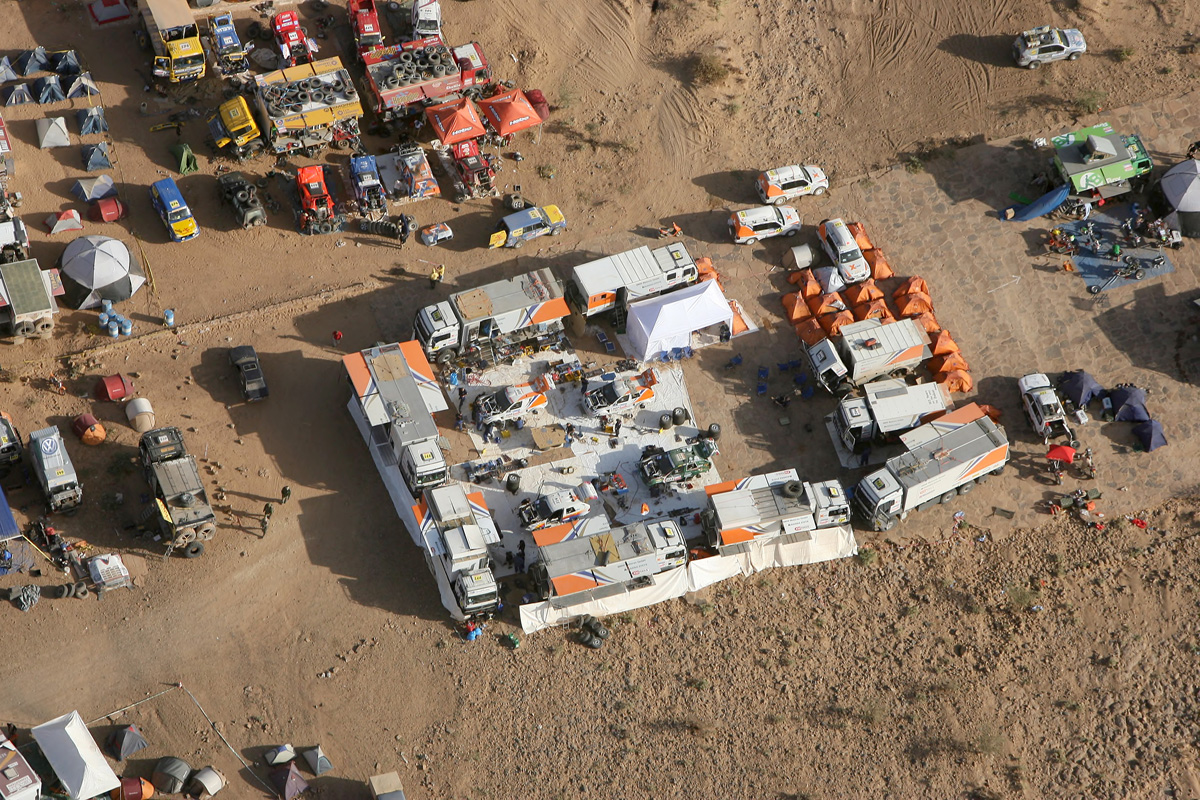
Una base del team in un rally raid.

L'X-raid è una squadra motoristica tedesca di proprietà di Sven Quandt, la cui famiglia è azionista di maggioranza della BMW, per la quale svolge il ruolo di scuderia ufficiale nel Rally Dakar e nella Coppa del mondo cross-country a partire dal 2003.

## Storia
Il team fondato nel 2002 da Quandt che tuttora lo dirige, gareggia nei rally raid, schierando prototipi fuoristrada da corsa conformi ad una classe di vetture non correlate con la produzione di serie, ma che tuttavia ricalcano per quanto possibile la linea di vetture stradali delle case automobilistiche BMW e Mini, sono realizzati con il supporto tecnico della Magna Steyr per quanto riguarda i telai, mentre la parte motoristica è curata dalla BMW Motoren GmbH.
In passato la squadra ha gareggiato con BMW X5 CC, attualmente schiera BMW X3 CC e Mini All4 Racing. Nel corso degli anni alcuni piloti di spicco hanno corso per questo team: Colin McRae, Nasser Al-Attiyah, Jutta Kleinschmidt, cogliendo diverse vittorie di tappa al Rally Dakar.

## La squadra

### Principali piloti
Stagioni 2011 e 2012
- Stéphane Peterhansel
- Krzysztof Hołowczyc
- Leonid Novickij
- Nani Roma

Stagioni passate
- Guerlain Chicherit
- Filipe Campos
- Nasser Al-Attiyah
- Jutta Kleinschmidt

### Vetture
- BMW X3 CC
- Mini All4 Racing

### Sponsor principale
- Monster Energy

## Rally Dakar 2012
Il 4 novembre 2011 il team X-raid ha annunciato che la squadra che parteciperà al Rally Dakar 2012 sarà composta da otto vetture, cinque Mini All4 Racing e tre BMW X3 CC, i tre piloti che punteranno alla vittoria correranno con le prime tre Mini dell'elenco sottostante.
Mini All4 Racing
- Stéphane Peterhansel e  Jean-Paul Cottret
- Krzysztof Hołowczyc e  Jean-Marc Fortin
- Nani Roma e  Michel Périn
- Leonid Novickij e  Andreas Schulz
- Ricardo Leal dos Santos e  Paulo Fiuza

BMW X3 CC
- Boris Garafulic e  Gilles Picard
- Alexander Mironenko e  Sergey Lebedev
- Stephan Schott e  Holm Schmidt

## Palmarès
2008
- all'Italian Baja con Nasser Al-Attiyah su BMW X3 CC
- all'Abu Dhabi Desert Challenge con Nasser Al-Attiyah su BMW X3 CC

2009
- all'Abu Dhabi Desert Challenge con Guerlain Chicherit su BMW X3 CC
- al Baja Portalegre 500 con Filipe Campos su BMW X3 CC
- al Rally di Tunisia con Orlando Terranova su BMW X3 CC
- al Rally di Tunisia con Guerlain Chicherit su BMW X3 CC
- al Rally Transibérico con Guerlain Chicherit su BMW X3 CC
- al Rally Transibérico con Bernardo Moniz da Maia su BMW X3 CC

2010
- all'Abu Dhabi Desert Challenge con Leonid Novickij su BMW X3 CC
- al Rally di Tunisia con Leonid Novickij su BMW X3 CC
- all'Estoril-Portimão-Marrakech con Leonid Novickij su BMW X3 CC
- all'Estoril-Portimão-Marrakech con Filipe Campos su BMW X3 CC

2011
- all'Italian Baja con Leonid Novickij su BMW X3 CC (marzo)
- all'Abu Dhabi Desert Challenge con Stéphane Peterhansel su Mini All4 Racing (aprile)
- all'Abu Dhabi Desert Challenge con Leonid Novickij su BMW X3 CC (aprile)
- al Rally di Tunisia con Leonid Novickij su BMW X3 CC (maggio)
- al Rally di Tunisia con Nani Roma su BMW X3 CC (maggio)
- al Silk Way Rally con Krzysztof Hołowczyc su BMW X3 CC (luglio)
- al Silk Way Rally con Stéphane Peterhansel su Mini All4 Racing (luglio)
- al Baja Portalegre 500 con Filipe Campos su Mini All4 Racing (ottobre)[3]

2012
- al Rally Dakar con Stéphane Peterhansel su Mini All4 Racing (gennaio)[4]
- al Rally Dakar con Nani Roma su Mini All4 Racing (gennaio)
- all'Abu Dhabi Desert Challenge con Khalifa Al Mutaiwei su Mini All4 Racing (aprile)[4]
- al Baja Spain con Stéphane Peterhansel su Mini All4 Racing (luglio)[4]
- al Baja Spain con Khalifa Al Mutaiwei su Mini All4 Racing (luglio)

(aprile)

## Galleria d'immagini

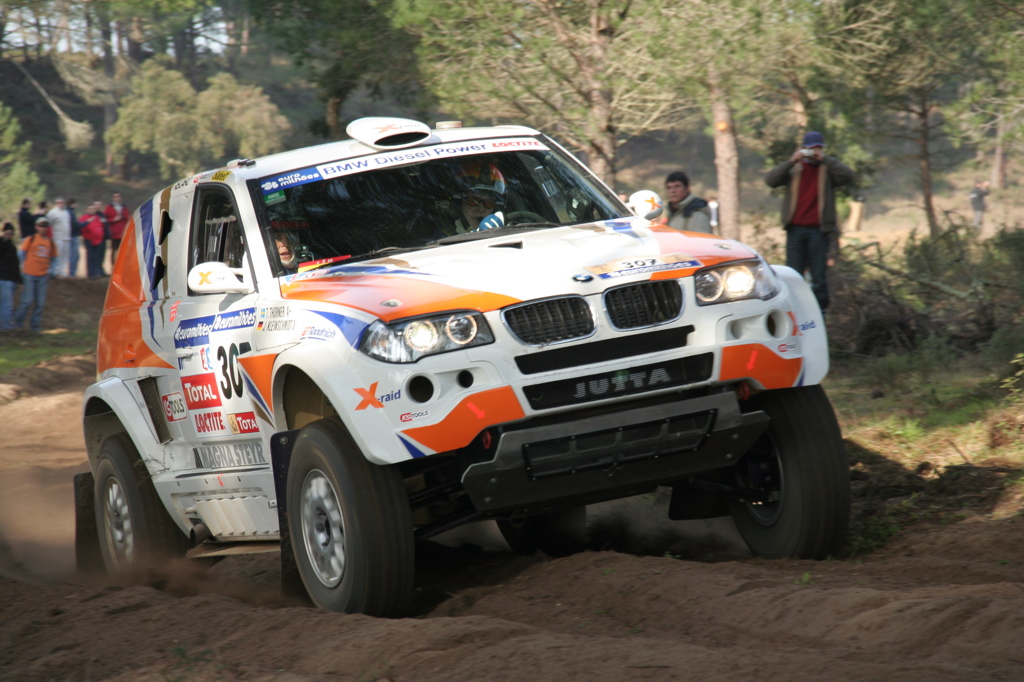
Jutta Kleinschmidt alla Dakar 2007
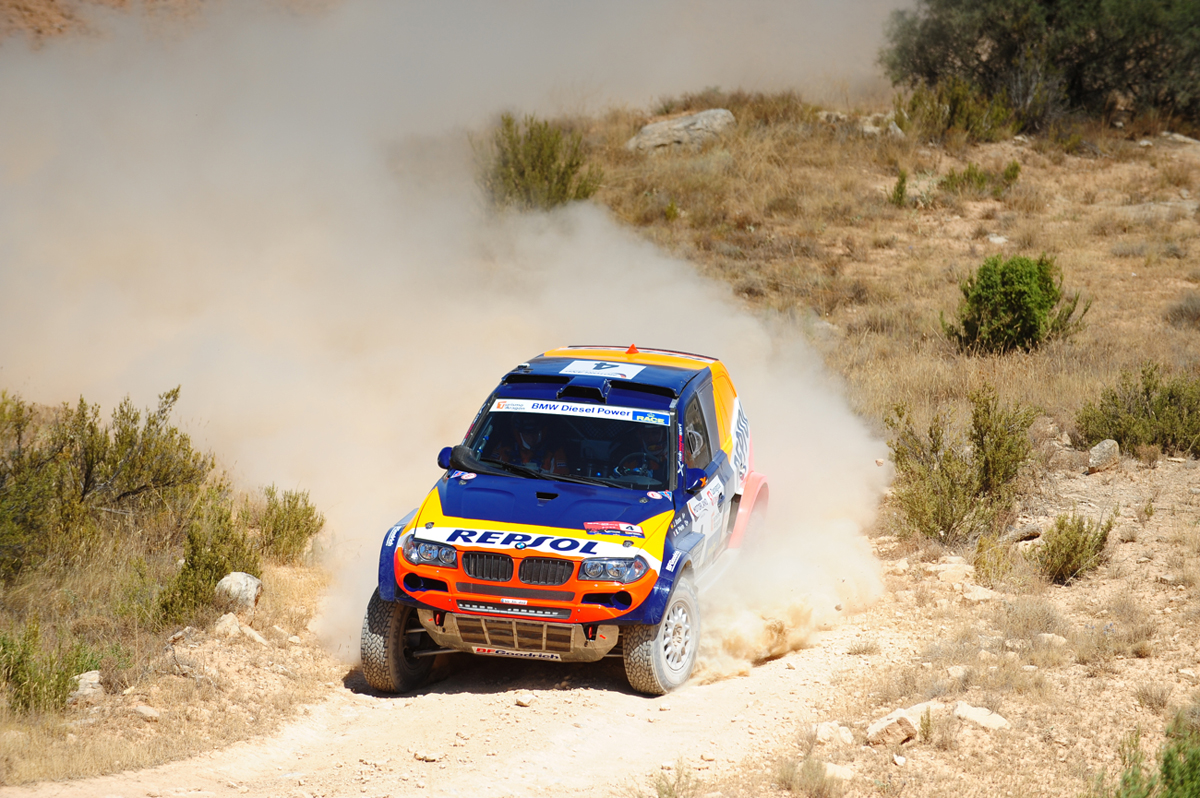
Nani Roma al Baja España 2009